# 华法林
华法林（又名华法令、可邁丁、殺鼠靈）是一種只可口服的抗凝劑，學名為苄丙酮香豆素，一般都以苄丙酮香豆素鈉來儲存及處方，較著名的品牌有Coumadin®。华法林能夠干擾維他命K環氧還原酶的運作，降低患者血液凝結的風險。不過也由於它的強效，一般只會處方與血凝结风险比较高的患者使用，比如心律不整或者有人工心脏瓣膜的患者。

## 药理作用机制
一般來說，維生素K會在肝臟裡轉化成為環氧維生素K（vitamin K epoxide），之後再由維他命K環氧還原酶還原。華法林會抑制此酶，進而影響凝血因子的運作。

## 功用

### 醫療用途
华法林适用于预防或治疗静脉血栓及其延伸和肺栓塞，预防或治疗心房颤动或與心脏瓣膜置换关联的血栓并发症，降低死亡、再发性心肌梗死和血栓事件（例如中风或心肌梗死后的系统性栓塞）的风险。

### 防治蟲鼠
其毒性必須在第二次食用才易顯現出來，家鼠或幼鼠可能對它產生抗藥性，因此苯甲香豆醇已被其他藥效更強的殺蟲劑取代。

## 副作用
可口服的華法林俗稱「薄血丸」，但服用後必須注意飲食，有兩種維生素會影響藥物效能，如下：
- 維生素E：會加強華法林之效用，易引起內出血。
- 維生素K：會減弱華法林之功效。

## 立體化學
華法林含有一個立體中心，由兩種對映體組成。 這是一個外消旋體，即（“R”）和（“S”）形式的1：1混合物：
| 華法林對映體          | 華法林對映體          |
| --------------------- | --------------------- |
| CAS-Nummer: 5543-58-8 | CAS-Nummer: 5543-57-7 |

## 历史
“华法林”（Warfarin）一词的前缀WARF-来自威斯康星校友研究基金会（Wisconsin Alumni Research Foundation）的缩写，后缀-arin为香豆素（coumarin）的后缀。

## 外部連結
- Warfarin pesticide profile from US Department of Agriculture
- Warfarin factsheet from the Royal Society of Chemistry